# Гийо де Лакур, Николя Бернар
Николя Бернар Гийо де Лакур (фр. Nicolas Bernard Guiot de Lacour; 25 января 1771, Кариньян — 28 июля 1809, Гундерсдорф, Дойчландсберг) — французский дивизионный генерал (1809).

## Биография
Родился в 1771 году в городке Кариньян во французских Арденнах (не следует путать с итальянским Кариньяно).
В 1789 году поступил в королевскую армию. В 1790—1791 годах участвовал в подавлении Гаитянской революции, причём захватил у повстанцев знамя. Вернувшись на родину в 1793 году, участвовал в войнах революционной Франции в рядах Северной армии.
Служа в Северной армии, был ранен штыком в 1794 году при Менене и попал в плен. Вскоре вернулся во Францию (возможно, был обменян), после чего продолжал службу в Северной армии до 1797 года, когда был уволен и перевёлся в жандармерию. В 1799 году восстановился в армии (Дунайской), но поссорился с командующим армией Журданом, был арестован им, но вскоре освобожден, однако был вынужден перевестись в Гельветическую армию.
В 1799 году сражался против войск Суворова в Мутенской долине, где попал в плен к казакам Андриана Денисова. Вместе с Денисовым проделал труднейший суворовский переход через перевал Паникс, причём, по утверждению британского историка Кристофера Даффи, оказал помощь Денисову, который сильно замёрз и чуть не погиб. В 1800 году Гийо де Лакур был повторно обменян, и, по возвращении в расположение французских войск, был произведён командующим армией генералом Массеной во временные бригадные генералы (звание бригадного генерала было утверждено как постоянное в следующем году).
После нескольких лет отдыха (часть из которых генерал не служил, а часть занимал тыловые должности) Гийо де Лакур в 1805 году в составе армии маршала Массены сражался при Кальдиеро, а в 1806 году, в составе дивизии Яна Генриха Домбровского участвовал в боевых действиях на юге Италии, включая осаду Гаэты. В 1807 году возглавил пехотную бригаду главной армии, стал кавалером саксонского ордена Святого Генриха, а в следующем 1808 году — бароном империи.
В 1809 году отважно сражался при Ваграме, где потерял ногу. Был произведён в дивизионные генералы на поле сражения, но вскоре после этого скончался.
Имя генерала Гийо де Лакура написано на одной из опор парижской Триумфальной арки в числе имён 660 отличившихся революционных и наполеоновских генералов. В Версальском дворце можно увидеть его бюст.